# 菲奥伦佐·马里尼
菲奥伦佐·马里尼（義大利語：Fiorenzo Marini，1914年3月14日—1991年1月25日），意大利前男子击剑运动员。他曾获得1960年夏季奥运会男子重剑团体金牌，他也参加了1948年夏季奥运会，获得男子重剑团体银牌。